# Província de Tlemcen
La província o wilaya de Tlemcen (àrab: ولاية تلمسان, wilāyat Tilimsān) és una província o wilaya del nord-oest d'Algèria, amb capital a la ciutat del mateix nom, Tlemcen. El nom prové de la paraula amaziga tilmisane, que vol dir ‘fonts’. La província té una àrea de 9.061 km² i una població de 945.525 habitants (2008).